# Aeroporto das Flores

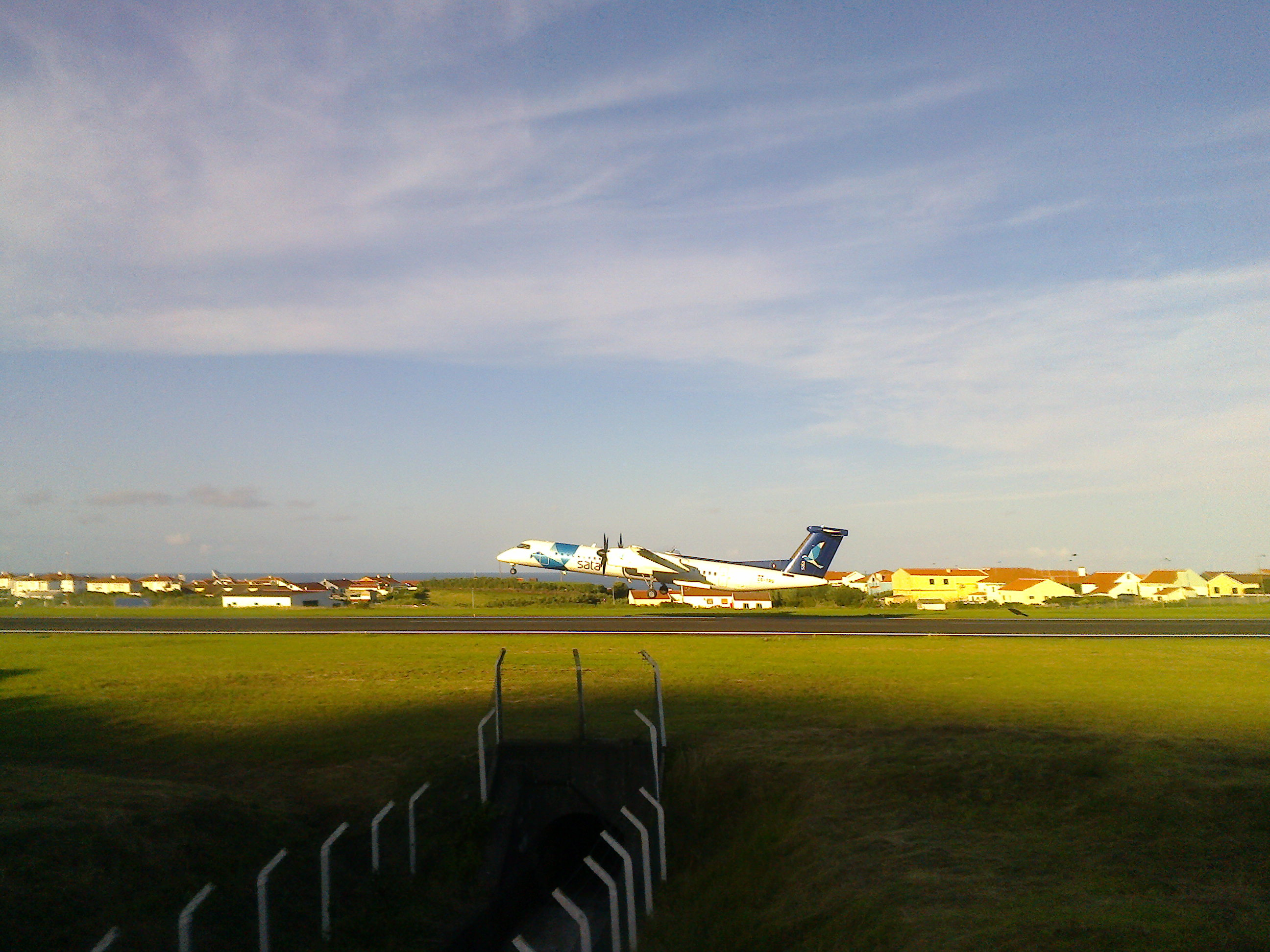
Dash Q400 da SATA em descolagem do Aeroporto das Flores.

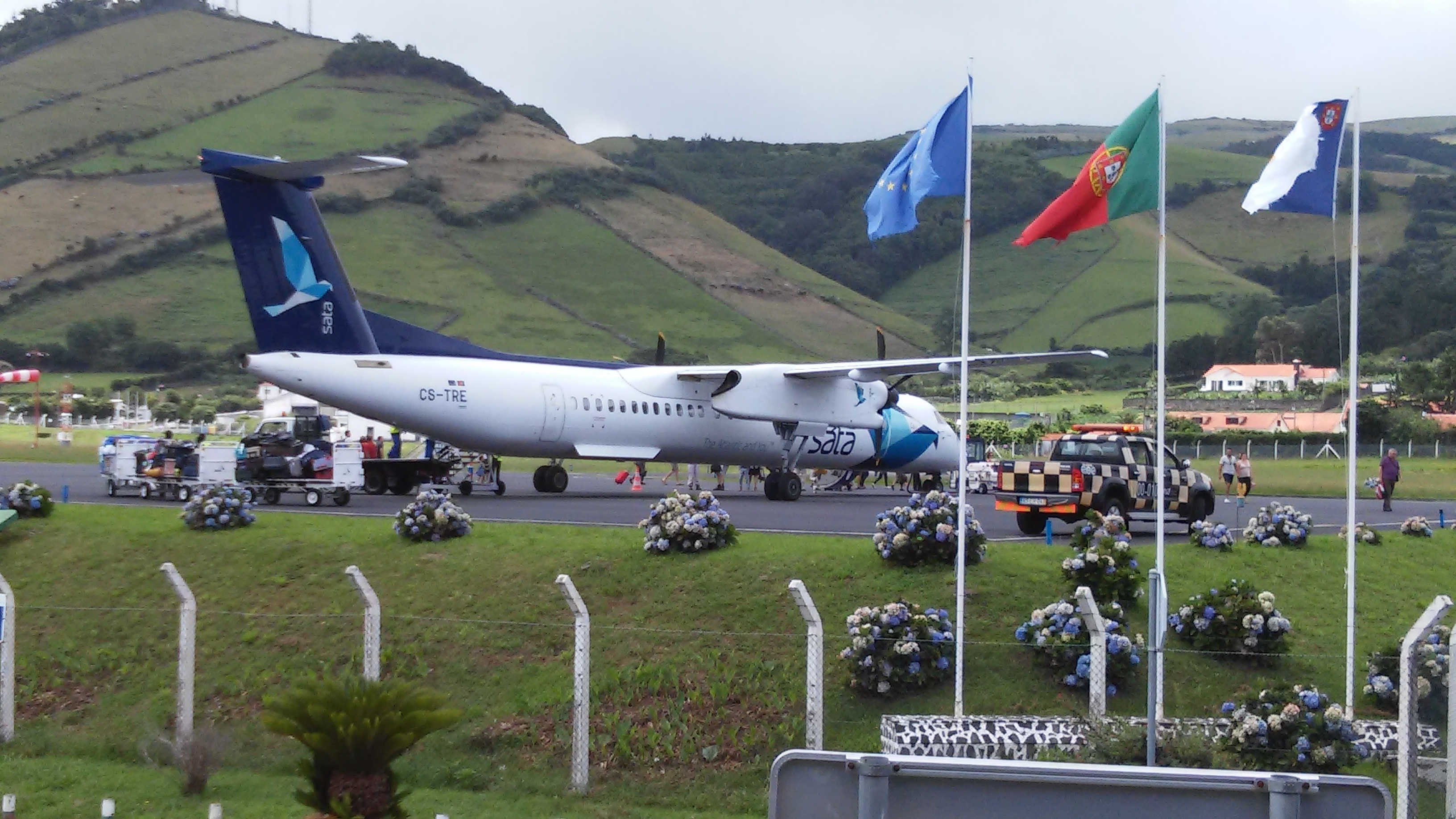
Dash Q-400 da SATA no Aeroporto das Flores, vindo de Ponta Delgada.

O Aeroporto das Flores ou Aeroporto de Santa Cruz das Flores é um aeroporto situado em Santa Cruz das Flores, na ilha das Flores, arquipélago dos Açores.

## História
O Aeroporto das Flores remonta à instalação da Base Francesa das Flores (Estação de Telemedidas das Flores).
A notícia de que esta base seria construída foi anunciada por Franco Nogueira em 1964, e as suas instalações foram inauguradas em 1966.
A base tinha como missão detectar e estudar as trajetórias de mísseis balísticos e tinha capacidade para fazê-lo a cerca de 3.000 quilómetros de distância. Esteve operacional até 1993, um ano depois do navio de seguimento de trajectórias balísticas "Monge" ter iniciado funções, tornando a base obsoleta.
O aeródromo funciona só em condições diurnas de voo à vista, sendo aberto ao tráfego apenas quando pedido.
| Companhias      | Destinos                                                                               |
| --------------- | -------------------------------------------------------------------------------------- |
| SATA Air Açores | Aeroporto da Horta, Aeroporto João Paulo II, Aeroporto das Lajes e Aeródromo do Corvo. |

## Características
- Código ICAO: LPFL
- Código IATA: FLW
- Altitude (Pés): 112
- Pista (Designação): 18-36
- Dimensões (CxL): 1400x30
- Tipo de Superfície: Asfalto
- Latitude: 39° 27' 19" N
- Longitude: 31° 07' 53" W

Frequência ID Tipo Notas
- 118.8 MHz TWR COM ---
- 113.3 MHz FRS VOR/DME ---
- 131.5 MHz --- FSS Operações SATA
- 270 kHz FLO NDB (inactivo)
- 331 kHz SC NDB Locator

Ver a consulta original do Wikidata.